# Junk Mail
Pour plus de détails, voir Fiche technique et Distribution.
Junk Mail (Budbringeren), ou Le Messager au Québec, est un film norvégien réalisé par Pål Sletaune, sorti en 1997.
Le film a été présenté dans divers festivals à travers le monde et il a remporté 10 récompenses, notamment le prix Mercedes-Benz du meilleur long métrage de la Semaine internationale de la critique du Festival de Cannes en 1997.

## Synopsis
Roy Amundsen est facteur à Oslo. Roy est un raté paresseux qui n'a aucune conscience professionnelle. Il vole du courrier, il se moque de ses collègues et de ses rares amis, il se saoule. Un jour, au cours d'une de ses tournées, une jeune femme, Line Groberg, oublie ses clefs sur sa boite à lettres. Après une brève hésitation, Roy monte l'escalier clefs en main et s'introduit dans son appartement. Sa vie bascule alors dans une suite de complications.

## Fiche technique
- Photographie : Kjell Vassdal
- Montage : Pål Gengenbach
- Musique : Joachim Holbek
- Production : Peter Bøe et Dag Nordahl
- Budget : 2 100 000 $
- Langue : norvégien
- Format : Couleur - 1,85:1

## Distribution
- Robert Skjærstad : Roy Amundsen
- Andrine Sæther : Line Groberg
- Per Egil Aske : Georg Rheinhardsen
- Eli Anne Linnestad : Betsy
- Trond Høvik : Sæther
- Henriette Steenstrup : Gina
- Ådne Olav Sekkelsten : Per
- Trond Fausa Aurvaag : Espen

## Distinctions
- Festival de Cannes 1997 : Prix Mercedes-Benz du meilleur long métrage de la Semaine internationale de la critique
- 1997 : Amandaprisen du meilleur film pour Junk Mail (Budbringeren)